# Przewężenie i zamieranie pędów jodły

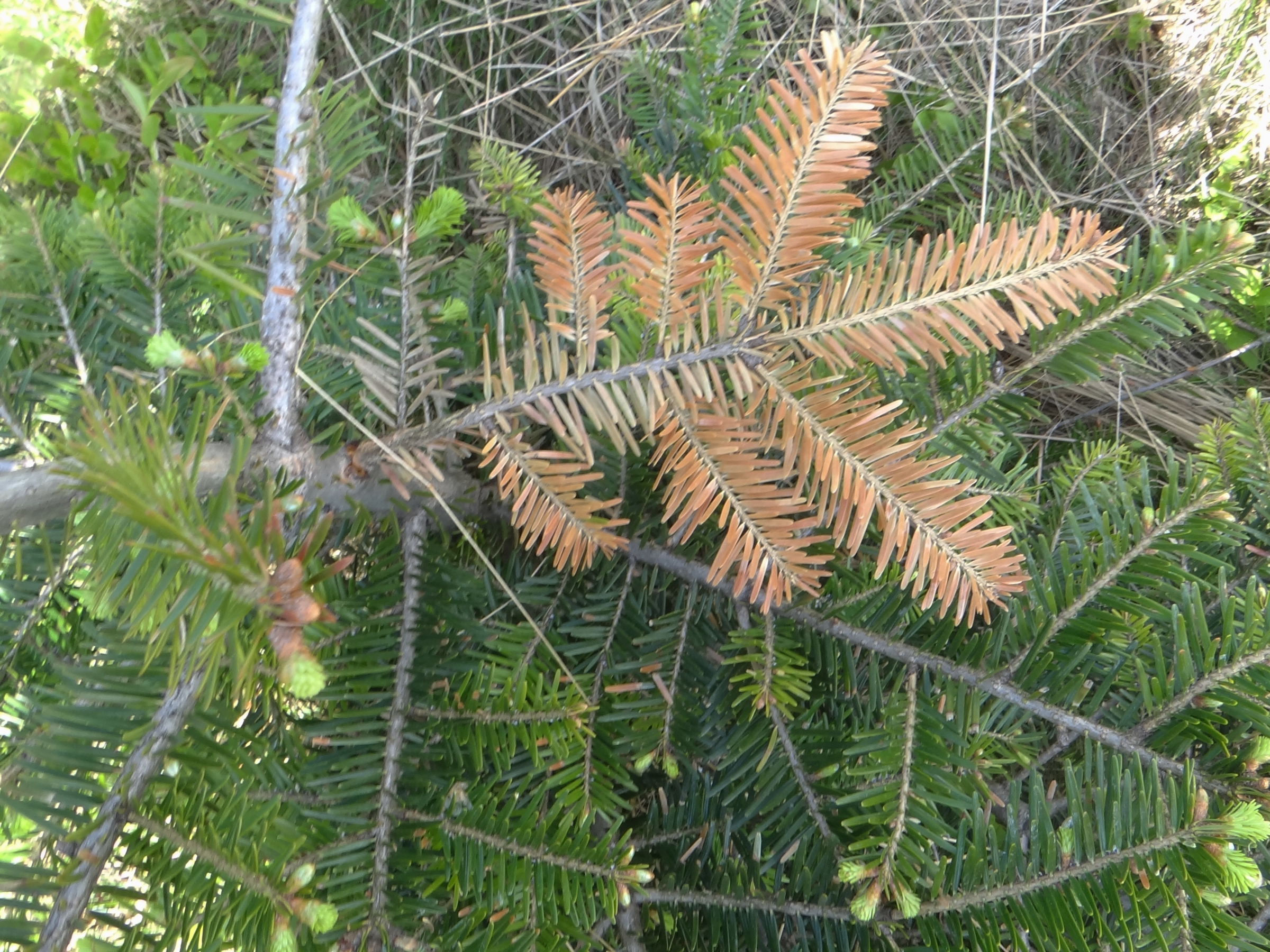

Przewężenie i zamieranie pędów jodły – grzybowa choroba roślin wywołana przez Phomopsis abietina. Poraża różne gatunki jodły (Abies).
Charakterystyczną cechą jest brunatnienie i zasychanie całych pędów jodły powyżej porażonego miejsca. Na igłach prócz zmiany barwy i ich uschnięcia brak jakichkolwiek innych symtptomów chorobowych. W miejscu porażenia natomiast, na granicy między chorą i zdrową częścią pędu jest przewężone miejsce. W jego martwej korze znajdują się drobne, czarne punkciki. To pyknidia patogena. Przewężenie to jest tym wyraźniejsze, czym starszy pęd, na jednorocznych pędach może być niezauważalne.
Nie stosuje się ochrony przed tą chorobą.